# Tuyển hầu xứ Baden
Tuyển hầu quốc Baden (tiếng Đức: Kurfürstentum Baden; tiếng Anh: Electorate of Baden) là một Nhà nước của Đế quốc La Mã Thần thánh, tồn tại từ năm 1803 đến năm 1806 với địa vị là Tuyển hầu quốc, tiền thân của nhà nước này chính là Phiên hầu quốc Baden, quyền cai trị lãnh thổ cũng thuộc về Nhà Baden, một chi nhánh của Nhà Zähringen. Năm 1803, Napoléon Bonaparte đã trao quyền Tuyển đế hầu cho Phiên hầu tước Karl Frederick của Baden, nhưng đến năm 1806, Hoàng đế Franz II đã tuyên bố giải thể Đế chế La Mã Thần thánh, vì thế mà vị trí tuyển đế hầu không còn được sử dụng nữa. Baden tuyên bố trở thành một nhà nước có chủ quyền với tên gọi Đại Công quốc Baden, và Karl Frederick trở thành Đại công tước.

## Lịch sử

### Chiến tranh với Pháp
Cách mạng Pháp bùng nổ vào năm 1789, và khi bắt đầu, Phiên hầu quốc Baden được thống nhất dưới quyền của Karl Frederick, tổng diện tích của nó chỉ khoảng 1.350 dặm vuông (3.500 km2), bao gồm một số quận biệt lập nằm ở hai bên bờ của thượng nguồn sông Rhine. Karl Frederick đã nỗ lực để có được những dải đất xen kẽ, để mang lại sự thống nhất lãnh thổ cho đất nước của mình. Cơ hội của ông đã đến trong Chiến tranh Cách mạng Pháp. Khi chiến tranh nổ ra giữa Đệ Nhất Cộng hòa Pháp và Đế chế La Mã Thần thánh vào năm 1792, Phiên hầu quốc Baden đã cùng chiến đấu bên phe của Nhà Habsburg-Lorraine. Tuy nhiên, kết quả là đất nước của họ đã bị tàn phá, và vào năm 1796, Phiên hầu quốc Baden buộc phải bồi thường chiến phí và nhượng các lãnh thổ của mình ở tả ngạn sông Rhine cho Pháp.

### Liên minh với Pháp và mở rộng lãnh thổ
Sau thất bại trước Pháp, vận may lại nhanh chóng đến với Baden vào năm 1813 khi chương trình Hòa giải Đức được tiến hành, và phần lớn nhờ vào sự tác động của Hoàng đế Alexander I, Karl Frederick đã nhận được lãnh thổ của Giáo phận vương quyền Constance, một phần của Tuyển hầu quốc Palatinate, và các quận nhỏ khác cùng với vinh dự được nâng lên thành Tuyển đế hầu. Năm 1805, nhà cai trị Baden đổi phe và chiến đấu bên cạnh Hoàng đế Napoleon của Đệ Nhất Đế chế Pháp, nhớ thế mà sau khi Hòa ước Pressburg (1805) được ký kết, Baden giành được Breisgau và các lãnh thổ khác của Đế quốc Áo.
Năm 1806, Tuyển hầu quốc Baden ký kết Rheinbundakte, gia nhập Liên minh sông Rhine. Sau khi Đế chế La Mã Thần thánh giải thể, Karl Frederick tuyên bố chủ quyền và nâng địa vị lãnh thổ lên Đại Công quốc Baden, đồng thời nhận được các bổ sung lãnh thổ khác.

### Tham gia Liên minh sông Rhine
Năm 1806, Karl Frederick gia nhập Liên bang sông Rhine, tuyên bố mình là Thân vương có chủ quyền, trở thành đại công tước và nhận thêm lãnh thổ. Quân đội Baden vẫn tiếp tục sát cánh cùng với Pháp, và qua Hòa ước Viên năm 1809, Karl Frederick được trao quyền tiếp cận lãnh thổ của Vương quốc Württemberg.
Sau khi mở rộng gấp bốn lần diện tích Baden, Karl Frederick qua đời vào tháng 06/1811, và được kế vị bởi cháu trai của ông, Karl, Đại công tước xứ Baden, người đã kết hôn với Stéphanie de Beauharnais (1789–1860), em họ của người chồng đầu tiên của Hoàng hậu Josephine, người đã được Hoàng đế Napoléon I nhận làm con nuôi.